# Erik Hahn (Rechtswissenschaftler)
Erik Hahn (* 7. November 1983 in Halle (Saale)) ist ein deutscher Rechtswissenschaftler, Professor an der Hochschule Zittau/Görlitz und kooptierter Hochschullehrer an der Medizinischen Fakultät der Technischen Universität Dresden.

## Leben
Hahn studierte von 2003 bis zur Ersten Juristischen Prüfung im Jahr 2008 Rechtswissenschaften an der Martin-Luther-Universität Halle-Wittenberg und der Universität Leipzig. In dieser Zeit war er Präsident des Leipziger Ablegers der European Law Students’ Association. Sein Zweites Juristisches Staatsexamen legte er 2011 vor dem Landesjustizprüfungsamt in Dresden ab. 2010 wurde er mit an der Universität Leipzig (Dr. iur.) promoviert. Von 2008 bis 2012 arbeitete er als wissenschaftlicher Mitarbeiter am Lehrstuhl für Arztrecht der Leipziger Juristenfakultät und als Dozent für das juristische Repetitorium Hemmer. In den Folgejahren war er zunächst als Staatsanwalt in Leipzig und dann als Richter beim Sozialgericht Dresden tätig.
Von 2015 bis 2016 war Hahn Professor an der Norddeutschen Hochschule für Rechtspflege in Hildesheim. Er hat mehrere weitere Rufe auf sozialrechtliche  Professuren (u. a. an die Technische Hochschule Wildau und die Hochschule Merseburg sowie an die Ostfalia) erhalten und ist seit dem Wintersemester 2016/2017 Inhaber der Professur für Sozialrecht und Gesundheitsrecht an der Hochschule Zittau/Görlitz sowie stellvertretender Direktor des Görlitzer Instituts für Gesundheit, Altern, Arbeit und Technik. Daneben ist er Dozent und ehemaliger Co-Studiengangsleiter des LL.M.-Programms „Medizinrecht“ an der Dresden International University. Im Jahr 2021 wurde Hahn an der medizinischen Fakultät der Technischen Universität Dresden mit einer medizinrechtshistorisch ausgerichteten Arbeit ein zweites Mal (Dr. rer. medic.) promoviert. Im Jahr 2022 erfolgte die Habilitation für die Fächer „Öffentliches Recht, insbesondere Medizinrecht und Sozialrecht, sowie Europarecht“. Im selben Jahr wurde er am Sächsischen Landessozialgericht zum Richter im Nebenamt ernannt. Darüber hinaus erfolgte die Berufung zum Permanent Visiting Professor an die juristische Fakultät der lettischen Riga Stradins University, wo Hahn europäisches Sozial- und Gesundheitsrecht unterrichtet. Seit 2025 ist er kooptierter Hochschullehrer an der Medizinischen Fakultät "Carl-Gustav-Carus" der Technischen Universität Dresden.
Die Forschungsschwerpunkte von Hahn bilden das Medizin- und Gesundheitsrecht, unter besonderer Berücksichtigung europarechtlicher Fragestellungen und der Digitalisierung des Gesundheitswesens, das gesamte Sozialrecht, einschließlich der Sozialversicherung und der zivilrechtlichen Bezüge, das Recht der Sozialen Arbeit und Dienstleistungen, das Recht der Gesundheitsberufe sowie Rechtsfragen des Wohnens und der Grundsicherung. Er ist unter anderem Mitautor in dem von Spickhoff herausgegebenen Kommentar zum Medizinrecht, in dem von Schiller herausgegebenen Kommentar zum BMV-Ä, im BeckOGK zum SGG und zum SGB VIII sowie Bearbeiter krankenversicherungsrechtlicher Vorschriften der Sozialrechtskoordinierungsverordnung im jurisPK und von Bestimmungen zur sozialrechtlichen Rechtsnachfolge nach dem SGB II und SGB XII in einem Kommentar zu den erbrechtlichen Nebengesetzen.
Neben seiner Tätigkeit als Hochschullehrer ist Hahn u. a. Mitglied der Ethikkommission der Sächsischen Landesärztekammer und Mitglied des Arbeitskreises „Ärzte und Juristen“ der AWMF. Er verfügt über praktische Erfahrungen aus nebenamtlichen Tätigkeiten als Sozialrichter, als Vorsitzender der Schiedsstelle nach dem Pflegeberufegesetz in Mecklenburg-Vorpommern und stellvertretender Vorsitzender der sächsischen Schiedsstelle nach dem Pflegeberufegesetz (§ 36 PflBG), als Vorsitzender des Landesschiedsamts für die vertragszahnärztliche Versorgung (§ 89 SGB V) in Sachsen, als stellvertretender Vorsitzender des Landesausschusses für die vertragszahnärztliche Versorgung (§ 90 SGB V) in Sachsen und als ehrenamtliches Mitglied einer Vielzahl weiterer Schiedsämter und Landesausschüsse.

## Veröffentlichungen (Auswahl)

### Monographien
- Die Regulierung der Medizinalberufe im albertinischen Kursachsen (1547-1806). Eine Untersuchung der Kompetenzentwicklung und der Ausbildungs-, Prüfungs- und Überwachungseinrichtungen anhand landesherrlicher Vorschriften zur Humanmedizin und der damit zusammenhängenden Arzneimittelversorgung. Verlag Duncker & Humblot, Berlin 2022.

- Telemedizin – Das Recht der Fernbehandlung, Ein Überblick für Ärzte, Zahnärzte, Psychotherapeuten, Heilpraktiker und Juristen. In: essentials Medizin, Verlag Springer Nature, Heidelberg 2019.

- Die zivilrechtliche Ersetzungsbefugnis (Schriften zum Bürgerlichen Recht=Band 410), Duncker & Humblot, Berlin 2011.
- Schuldrecht AT – leicht gemacht. In: Gelbe Serie zum Recht. Kleist-Verlag, Berlin 2017.

### Kommentierungen
- § 90 (Pauschalierte Kostenbeteiligung), §§ 97–97c (Ergänzende Vorschriften zur Kostenbeteiligung) SGB VIII, in: Wellenhofer/Jox (Hrsg.), Beck-online-Großkommentar zum SGB VIII, C.H. Beck, Onlinefassung 03/2023.

- § 172 (Zulässigkeit), § 173 (Frist, Form), § 175 (Aufschiebende Wirkung), § 176 (Entscheidung), § 177 (Ausschluss der Beschwerde) SGG, in: Roos/Wahrendorf/Müller (Hrsg.), Beck-online-Großkommentar zum SGG, C.H. Beck, 10. Onlinefassung 03/2023.
- Anhang 2: Digitalisierung in der vertragsärztlichen Versorgung, in: Herbert Schiller (Hrsg.), Bundesmantelvertrag Ärzte: Kommentar zum gemeinsamen BMV-Ä, C.F. Müller Verlag, 2. Auflage 2021.
- §§ 56-59 SGB I (Sonderrechtsnachfolge); § 33 SGB II (Übergang von Ansprüchen bei Leistungen zur Grundsicherung für Arbeitsuchende); § 93 (Übergang von Ansprüchen bei Leistungen der Sozialhilfe), § 102 (Kostenersatz durch Erben) u. § 103 (Kostenersatz bei schuldhaftem Verhalten) SGB XII, in: Walter Zimmermann (Hrsg.): Praxiskommentar Erbrechtliche Nebengesetze. zerb Verlag, 2. Auflage 2016.
- Gesetz zum Schutz vor nichtionisierender Strahlung bei der Anwendung am Menschen (NiSG), in Andreas Spickhoff (Hrsg.): Kommentar zum Medizinrecht. Beck’sche Kurz-Kommentare; Band 64, Verlag C.H. Beck, 4. Auflage 2022.
- §§ 1 (Zweck des Gesetzes), 3 (Begriffsbestimmungen; gemeinsam mit K. Schwarz) u. 18 (Genetische Untersuchungen und Analysen im Zusammenhang mit dem Abschluss eines Versicherungsvertrages) GenDG, in: Bernd-Rüdiger Kern (Hrsg.), Kommentar zum GenDG, Verlag C.H. Beck, 2012.